# 주견제
주견제(朱見濟, 1445년 3월 28일 ~ 1453년 3월 21일)는 명나라의 황족으로 경태제와 항황후(杭皇后)의 유일한 아들이다.
1445년 태어났으며 백부 정통제가 토목의 변으로 인해 오이라트의 포로로 잡혀가자 주견제의 부친인 주기옥이 경태제로 즉위하였다. 1452년 경태제는 기존 태자인 주견심을 폐위한 후 주견제를 태자로 세웠으나 이듬해인 1453년 주견제는 사망하였고 시호를 회헌태자(懷獻太子)라 하였다.
1457년, 정통제가 복위하였고 주견제는 태자에서 추탈되어 회헌세자(懷獻世子)가 되었다.

## 가족
- 부황: 경태제
- 모후: 항황후
- 본인: 회헌태자 주견제

## 참고
- 朱見濟